# Миронова, Елизавета Фёдоровна
Елизавета Фёдоровна Миронова (1924, Москва — 29 сентября 1943, Геленджик) — снайпер 255-й бригады морской пехоты Черноморского флота, старший краснофлотец. Уничтожила не менее 34 врагов. Погибла от тяжёлого ранения, полученного в ходе десантной операции при освобождении Новороссийска.

## Биография
Родилась в 1924 году в Москве.
После окончания десяти классов средней школы в 1941 году добровольно вступила в ряды Красной Армии.
Участница обороны Одессы и Севастополя в составе 1-го добровольческого отряда моряков.
Затем была снайпером 255-й Отдельной Краснознамённой бригады морской пехоты Черноморского флота.
В октябре 1942 года в боях на Туапсинском направлении в районе Горячего Ключа, за 5 дней боёв уничтожила более 20 фашистов.
В боях на Малой земле, как сообщала газета «Правда», № 192 от 2 августа 1943 года, в заметке «Огонь снайперов», на переднем крае обороны Лиза Миронова уничтожила 21 гитлеровца.
Всего, по данным разных источников, на её личном счету — от 34 до 100 уничтоженных солдат и офицеров противника.
В ночь с 9 на 10 сентября 1943 года в боях за Новороссийск в ходе Новороссийской десантной операции 255-я бригада морской пехоты высадилась в районе мыса Любви, при десантировании бригада понесла большие потери, старший краснофлотец Е. Ф. Миронова была тяжело ранена (сквозное осколочное ранение передней брюшной полости (проникающее), ранение печени).
26 сентября 1943 года в возрасте 19 лет умерла в Военно-морском госпитале № 43 (дислоцировался в городе Геленджик в доме отдыха НКВД).
Похоронена в братской могиле в Геленджике.
Сведений о наградах не имеется.

## Известность
Известна благодаря серии фотографий, которые сделал Евгений Халдей в июле 1943 года. Он же, уже после войны, однажды в Геленджике на обелиске над одной из братских могил увидев знакомое имя — вспомнил о ней, и направил письмо в газету «Комсомольская правда»:

В моем архиве много снимков, которые мне особенно дороги. Вот фото отважной девушки. Я её встретил в бригаде морской пехоты. Такой и заснял. Настоящая героиня. Зовут её Лиза Миронова, москвичка, окончила 10 классов. Этот снимок напечатан был во многих газетах. Несколько лет назад, будучи в Новороссийске, на одной из братских могил я увидел её имя. Я вспомнил все, что знал о ней, что слышал об этой удивительно смелой девушке. «Комсомольская правда» напечатала мою корреспонденцию «Девушка из морской пехоты».— Евгений Халдей, журнал «Советская печать», 1963 год
С того момента фотографии Лизы Мироновой стали появляться в книгах и общесоюзной печати, например, журналах «Советский экран» (1974) и «Роман-газета» (1977) и многих других.

Их много, оказывается, женских и девичьих лиц, на военных фотографиях той поры: в гимнастерках, пилотках, с оружием и без… И под многими подписи: погибла, замучена. Вот по просьбе фотографа повернула свою гордую, красивую голову в новенькой пилотке на светлых девичьих кудрях снайпер Лиза Миронова. Подпись — «Погибла при штурме Новороссийска».— журнал «Наш современник», 1980 год